# Eric Stewart
Eric Michael Stewart (født 20. januar 1945) er en engelsk musiker og producer, der siden de tidlige 60'ere har været en del af musikkens verden. I sin tidlige karriere blev han i 1963 medlem af The Mindbenders og har været aktiv på musikscenen siden. Han har udover at være medlem af succesfulde The Mindbenders og 10cc også samarbejdet med Paul McCartney om flere albums gennem 80'erne, Pipes Of Peace, samt Give My Regards To Broad Street (fra 1986) og Press To Play blev det sidste. Han har også optrådt som solist. Derudover er han også skuespiller. Han har medvirket i 2 film pt: To Sir, With Love fra '67 og Give My Regards To Broad Street, der blev udsendt 17 år efter. Han har udsendt 4 soloalbums: Girls, Frooty Rooties, Do Not Bend og Viva La Difference.

## Diskografi

### Soloalbums
- Girls – 1980
- Frooty Rooties – 1982
- Do Not Bend – 2003
- Viva La Difference – 2009